# 布赖地区翁
布赖地区翁（法語：Ons-en-Bray）是法国瓦兹省的一个市镇，属于博韦区。该市镇总面积13.95平方公里，2009年时的人口为1284人。

## 人口
布赖地区翁人口变化图示